# Tschüi-Prospekt
Der Tschüi-Prospekt ist eine wichtige Straße in Bischkek, der Hauptstadt Kirgisistans. Der Tschüi-Prospekt durchquert die Stadt von der Deng-Xiaoping-Straße im Westen bis zur Ostgrenze Bischkeks.

## Geschichte
Die Straße hieß ursprünglich Kupetscheskaja, im Jahr 1924 wurde sie in Graschdanskaja umbenannt. 1936 wurde sie in Stalinstraße umbenannt, die Stalinstraße wurde 1961 im Zuge der Entstalinisierung zur XXII-Partsesda-Straße. 1974 wurde sie zur Leninstraße und nach der Unabhängigkeit erhielt sie ihren heutigen Namen nach dem Fluss Tschüi. Vor der Oktoberrevolution lagen eine Kirche, eine tatarische Moschee mit Medrese sowie kleine Holz- und Lehmhäuser an der Straße. Nach der Oktoberrevolution gab es eine Fabrik der Interhelpo am Tschüi-Prospekt. Alle genannten Gebäude gibt es nicht mehr.